# Zheng Xiaoyun
Zheng Xiaoyun (20 de julio de 1994) es un deportista chino que compitió en remo. Ganó una medalla de bronce en el Campeonato Mundial de Remo de 2012, en la prueba de ocho con timonel ligero.

## Palmarés internacional
| Campeonato Mundial | Campeonato Mundial | Campeonato Mundial | Campeonato Mundial      |
| Año                | Lugar              | Medalla            | Prueba                  |
| ------------------ | ------------------ | ------------------ | ----------------------- |
| 2012               | Plovdiv (Bulgaria) | Medalla de bronce  | Ocho con timonel ligero |